# Ōkubo Tadazane
Pour les articles homonymes, voir Ōkubo.
Ōkubo Tadazane est un nom japonais traditionnel ; le nom de famille (ou le nom d'école), Ōkubo, précède donc le prénom (ou le nom d'artiste).
 Ōkubo Tadazane  (大久保 忠真) (15 janvier 1782 - 4 avril 1837) est le 7e daimyō du domaine d'Odawara dans la province de Sagami, (actuelle préfecture de Kanagawa) au milieu de l'époque d'Edo du Japon. Son titre de courtoisie est Kaga no Kami.

## Biographie
Ōkubo Tadazane naît à Edo en 1782 (certaines sources donnent 1778), fils d'Ōkubo Tadaaki, 6e daimyō d'Odawara. À la mort de son père en 1796, il lui succède à la tête du clan Ōkubo et du domaine d'Odawara.
Durant son mandat, il réforme les finances chancelantes du domaine, en employant notamment l'érudit Ninomiya Sontoku qui réforme les impôts du domaine et encourage le développement de l'agriculture par l'immigration en provenance d'autres domaines. En 1800, Tadazane fait ses débuts dans l'administration Tokugawa en tant que sōshaban, ou maître des cérémonies. Quatre ans plus tard, le 28 janvier 1804, 
il est nommé au poste de Jisha-bugyō (magistrat des temples et sanctuaires). le 25 juin 1810 il est nommé châtelain d'Osaka, suivi du poste de Kyoto shoshidai à partir du 16 avril 1815. Comme c'est généralement le cas avec les titulaires de cette dernière fonction, Tadazane est nommé rōjū auprès du shogun Tokugawa Ienari à l'issue de ses fonctions en 1818 (sur la recommandation de Matsudaira Sadanobu). Il meurt 19 ans plus tard en 1837, tout en occupant le poste de rōjū. Sa tombe se trouve au Saisho-ji, temple du clan Ōkubo situé dans l'arrondissement de Setagaya à Tokyo.
Tadazane est marié à une fille de Hachisuka Haruaki, daimyō du domaine de Tokushima, mais son fils unique et héritier, Ōkubu Tadanaga, meurt en 1831. Il adopte alors Tadanao, fils de Tadanaga pour héritier.